# Man Under Cover
Pour plus de détails, voir Fiche technique et Distribution.
Man Under Cover est un film muet américain réalisé par Tod Browning et sorti en 1922.

## Synopsis
Paul Porter et son copain Daddy Moffat sont deux escrocs qui arrivent dans la ville natale de Paul pour découvrir que Holt Langdon, un caissier à la banque et vieux camarade de Paul, a des problèmes. Ce dernier a besoin de 25 000 dollars et Paul et son père décident de dérober la banque locale cette nuit-là pour trouver l'argent. Lorsque les deux hommes entrent dans la banque cette nuit-là, ils découvrent le corps de Holt, qui s'est suicidé. Ils trouvent également des preuves montrant que Holt était à court de 25 000 $ sur son compte de caisse. En raison de l'amitié de Holt et de sa sœur Margaret, qui était l'amour de jeunesse de Paul, ils piègent la banque pour arranger les choses et faire croire qu'il s'agit d'un hold-up où Holt est mort en défendant les fonds de la banque. Les circonstances de l'événement impressionnent si profondément Paul qu'il décide de quitter sa vie de criminel et de rentrer dans le droit chemin.
Il sauve Margaret d'un embarras financier en achetant le petit journal qu'elle dirigeait. Paul et Papa découvrent alors que deux hommes de confiance opèrent dans la ville et collectent des milliers de dollars dans le cadre d'un faux puits de pétrole. Ils décident de déjouer ces escrocs. Avec l'aide du colonel Culpepper, un avocat, ils mettent eux-mêmes en route un faux puits et reproduisent une éruption typique de gusher. Les deux escrocs, trompés en pensant qu'il y a réellement du pétrole sous les terres de la ville, rachètent leur puits à un prix élevé. Paul a ainsi pu restituer aux habitants de la ville leurs économies détournées par les escrocs déjoués. Paul raconte ensuite toute l'histoire à Margaret. Après avoir appris la tragédie de son frère, elle pardonne à Paul ses méfaits antérieurs. 
Ces deux-là trouvent le bonheur ensemble.

## Fiche technique
- Titre : Man Under Cover
- Réalisation : Tod Browning
- Scénario : Harvey Gates, d'après une histoire de Louis Victor Eytinge
- Photographie : Virgil Miller
- Producteur : Carl Laemmle
- Société de production : Universal Film Manufacturing Company
- Pays de production :  États-Unis
- Langue : film muet avec les intertitres en anglais
- Métrage : 1 391,72 m
- Format : Noir et blanc — 35 mm — 1,33:1 — Muet
- Genre : Film policier
- Durée : 46 minutes 20
- Date de sortie : 
  - États-Unis : 10 avril 1922

## Distribution
- Herbert Rawlinson : Paul Porter
- George Hernandez : Daddy Moffat
- William Courtright : Harper
- George Webb : Jones Wiley
- Edwin B. Tilton : 'Coal Oil' Chase
- Gerald Pring : Holt Langdon
- Barbara Bedford : Margaret Langdon
- Willis Marks : Colonel Culpepper
- Betty Eliason
- Betty Stone